# Międzynarodowy Festiwal Filmowy „Złota Pomarańcza” w Antalyi
Festiwal Filmowy w Antalyi (tur.: Antalya Altın Portakal Film Festivali) – festiwal filmowy odbywający się w Antalyi w Turcji od 1963 roku.
Festiwal specjalizuje się w kinie europejskim i azjatyckim.

## Historia
Działania kulturalne, takie jak koncerty i spektakle teatralne, które zaczęły mieć miejsce w latach 50. XX wieku w historycznym Amfiteatrze Aspendos, stały się fundamentem dzisiejszego Festiwalu Filmowego Złotej Pomarańczy w Antalyi. Wydarzenia te, odbywające się w miesiącach letnich pod honorowym patronatem Avniego Tolunaya, cieszyły się coraz większym zainteresowaniem społeczeństwa i stały się tradycją na początku lat 60. W 1963 roku uroczystości przekształciły się w festiwal filmowy, zainicjowany przez Avniego Tolunaya, który w tym roku został burmistrzem Antalyi. Jako logo festiwalu filmowego wybrano pomarańczę – najważniejszy symbol regionu, obok morza, elementów historycznych i posągu Wenus. Pomarańcza staje się nie tylko elementem logo, ale także nadaje festiwalowi jego nazwę.
Pierwszy Festiwal Filmowy Złotej Pomarańczy odbył się w 1964 roku. Jego misję sformułował Avni Tolunay, aby promować tureckie kino, motywować tureckich producentów filmowych do tworzenia wysokiej jakości dzieł oraz pomagać tureckiemu kinu przebić się na międzynarodowej scenie filmowej. Nagroda Złotej Pomarańczy dla filmu fabularnego szybko zyskała miano tureckiego Oscara, dzięki entuzjazmowi wzbudzonemu w świecie kina oraz osiąganiu wysokich wyników w krótkim czasie. W 1978 roku festiwal stał się międzynarodowy, wprowadzając do programu sztuki plastyczne.
Do 1985 roku Festiwal Złotej Pomarańczy był organizowany pod patronatem Gminy Antalya. W tym roku organizację przejęła nowo powstała Fundacja Kultury, Sztuki i Turystyki w Antalyi (Antalya Kültür Sanat Turizm Vakfı, AKSAV). W latach 1985–1988 do festiwalu dodano międzynarodowy festiwal muzyczny o nazwie „Akdeniz Akdeniz”, który wniósł kolejny wymiar do wydarzenia. W latach 1989–1994 organizacją festiwalu wspólnie zajmowały się władze miasta, firmy turystyczne oraz Izba Handlowa w Antalyi. Ostatecznie festiwal stał się instytucjonalny wraz z powołaniem Fundacji Kultury i Sztuki Złotej Pomarańczy, która od września 2002 roku działa pod nazwą Antalya Kültür Sanat Vakfı (Antalya Culture and Arts Foundation).
W latach 2005–2008 festiwal był organizowany wspólnie z Turecką Fundacją Kina i Kultury Audiowizualnej (TURSAK) i towarzyszył mu Międzynarodowy Festiwal Filmowy Eurazji.
Festiwal został odwołany 29 września 2023 roku z powodu intensywnej presji rządowej.

## Nagrody

### 1964 - Złota Pomarańcza, konkurs narodowy
- najlepszy film: Gurbet Kuşları (reż. Halit Refiğ),
- najlepszy reżyser: Halit Refiğ (za Gurbet Kuşları),
- najlepsze zdjęcia: Ali Uğur (za Acı Hayat),
- najlepsza aktorka: Türkan Şoray (za Acı Hayat),
- najlepszy aktor: İzzet Günay (za Ağaçlar Ayakta Ölür),
- najlepsza aktorka drugoplanowa: Yıldız Kenter (za Ağaçlar Ayakta Ölür),
- najlepszy aktor drugoplanowy: Ulvi Uraz (za Yarın Bizimdir).

### 1965 - Złota Pomarańcza, konkurs narodowy
- pierwszy najlepszy film: Aşk Ve Kin (reż. Turgut Demirağ),
- drugi najlepszy film: Keşanlı Ali Destanı (reż. Atıf Yılmaz),
- trzeci najlepszy film: Karanlıkta Uyananlar (reż. Ertem Göreç),
- najlepszy reżyser: Atıf Yılmaz (za Keşanlı Ali Destanı),
- najlepszy scenariusz: Vedat Türkali (za Karanlıkta Uyananlar),
- najlepsze zdjęcia: Gani Turanlı (za Aşk Ve Kin),
- najlepsza muzyka: Nedim Otyam (za Karanlıkta Uyananlar),
- najlepsza aktorka: Fatma Girik (za Keşanlı Ali Destanı),
- najlepszy aktor: Fikret Hakan (za Keşanlı Ali Destanı),
- najlepsza aktorka drugoplanowa: Aliye Rona (za Hepimiz Kardeşiz),
- najlepsza wytwórnia: Acar Film Stüdyosu,
- najlepszy film krótkometrażowy: Bir Damla Suyun Hikâyesi (reż. Behlül Dal).

### 1966 - Złota Pomarańcza, konkurs narodowy
- pierwszy najlepszy film: Bozuk Düzen (reż. Haldun Dormen),
- drugi najlepszy film: Toprağın Kanı (reż. Atıf Yılmaz),
- trzeci najlepszy film: Muradın Türküsü (reż. Atıf Yılmaz),
- najlepszy reżyser: Memduh Ün (za Namusum İçin),
- najlepszy scenariusz: Erol Keskin Ve Haldun Dormen (za Bozuk Düzen),
- najlepsze zdjęcia: Mustafa Yılmaz (za Namusum İçin),
- najlepsza muzyka: Nedim Otyam (za İsyancılar),
- najlepsza aktorka: Selma Güneri (za Son Kuşlar oraz Ben Öldükçe Yaşarım),
- najlepszy aktor: Ekrem Bora (za Sürtük),
- najlepsza aktorka drugoplanowa: Yıldız Kenter (za İsyancılar),
- najlepszy aktor drugoplanowy: Müşfik Kenter (za Bozuk Düzen),
- najlepsza wytwórnia: Acar Film Stüdyosu (za Namusum İçin),
- najlepszy film krótkometrażowy: Taşların Aşkı (reż. Behlül Dal).

### 1967 - Złota Pomarańcza, konkurs narodowy
- pierwszy najlepszy dramat: Zalimler (reż. Yılmaz Duru),
- drugi najlepszy dramat: Hudutların Kanunu (reż. Lütfi Ö. Akad),
- najlepszy firm historyczny: Bir Millet Uyanıyor (reż. Ertem Eğilmez),
- najlepsza komedia: Güzel Bir Gün İçin (reż. Haldun Dormen),
- najlepszy reżyser: Yılmaz Duru (za Zalimler),
- najlepszy scenariusz: Erol Günaydın Ve Erol Keskin (za Güzel Bir Gün İçin),
- najlepsze zdjęcia: Ali Uğur (za Zalimler),
- najlepsza aktorka: Fatma Girik (za Sürtüğün Kızı),
- najlepszy aktor: Yılmaz Güney (za Hudutların Kanunu),
- najlepsza aktorka drugoplanowa: Aliye Rona (za Zalimler),
- najlepszy aktor drugoplanowy: Erol Günaydın (za Güzel Bir Gün İçin),
- najlepsza wytwórnia: Acar Film Stüdyosu (za Çalıkuşu),
- najlepszy film krótkometrażowy: Ay Doğarken-Moonrise (reż. Behlül Dal).

### 1968 - Złota Pomarańcza, konkurs narodowy
- pierwszy najlepszy film: İnce Cumali (reż. Yılmaz Duru),
- drugi najlepszy film: Vesikalı Yarim (reż. Lütfi Ö. Akad),
- trzeci najlepszy film: Ölüm Tarlası (reż. Atıf Yılmaz),
- najlepszy reżyser: Yılmaz Duru (za İnce Cumali),
- najlepszy scenariusz: Türkan Duru (za İnce Cumali),
- najlepsze zdjęcia: Gani Turanlı (za Ölüm Tarlası),
- najlepsza aktorka: Türkan Şoray (za Vesikalı Yarim),
- najlepszy aktor: Fikret Hakan (za Ölüm Tarlası),
- najlepsza aktorka drugoplanowa: Aliye Rona (za Son Gece),
- najlepszy aktor drugoplanowy: Erol Taş (za İnce Cumali),
- najlepsza wytwórnia: Erman Film Stüdyosu (za Kurbanlık Katil),
- najlepszy film krótkometrażowy: Altın Bıçaklar (reż. Behlül Dal).

### 1969 - Złota Pomarańcza, konkurs narodowy
Nagroda za najlepszy film i dla najlepszego reżysera nie została przyznana.
- drugi najlepszy film: Bin Yıllık Yol (reż. Yılmaz Duru),
- trzecia najlepszy film: İnsanlar Yaşadıkça (reż. Memduh Ün),
- najlepszy scenariusz: Türkan Duru (za Bin Yıllık Yol),
- najlepsze zdjęcia: Ali Yaver (za Öksüz),
- najlepsza aktorka Hülya Koçyiğit (za Cemile),
- najlepszy aktor: Cüneyt Arkın (za İnsanlar Yaşadıkça),
- najlepsza aktorka drugoplanowa: Muazzez Arçay (za Bin Yıllık Yol),
- najlepszy aktor drugoplanowy: Ferit Şevki (za Cemile),
- najlepszy aktor dziecięcy: Zafer Karataş (za Cemile),
- najlepszy film krótkometrażowy: Rüya Gibi (reż. Behlül Dal).

### 1970 - Złota Pomarańcza, konkurs narodowy
- pierwszy najlepszy film: Bir Çirkin Adam (reż. Yılmaz Güney),
- drugi najlepszy film: Kınalı Yapıncak (reż. Orhan Aksoy),
- trzeci najlepszy film: Büyük Öç (reż. Yılmaz Duru),
- najlepszy reżyser: Ertem Eğilmez (za Kalbimin Efendisi),
- najlepszy scenariusz: Sadık Şendil (za Kalbimin Efendisi),
- najlepsze zdjęcia: Kriton İlyadis (za Kınalı Yapıncak),
- najlepsza aktorka: Belgin Doruk (za Yuvanın Bekçileri),
- najlepszy aktor: Yılmaz Güney (za Bir Çirkin Adam),
- najlepsza aktorka drugoplanowa: Belgin Doruk (za Yuvanın Bekçileri),
- najlepszy aktor drugoplanowy: Hayati Hamzaoğlu (za Bir Çirkin Adam),
- najlepszy aktor dziecięcy: İlker İnanoğlu (za Yumurcak),
- najlepszy film krótkometrażowy: Vurgun (reż. Behlül Dal).